# Чортки
Чо́ртки (також Чортка) — хребет у Ґорґанах (Українські Карпати), в межах Надвірнянського та Івано-Франківського районів Івано-Франківській області.

## Загальні відомості
Простягається з північного заходу на південний схід — від села Зелена до села Стара Гути. Лежить на межиріччі Бистриці Надвірнянської та Бистриці Солотвинської.
Довжина близько 11,5 км. Висота до 1322  м (г. Скалки Передні). Хребет складений сірими грубошаровими пісковиками. Вкритий кам'яними розсипищами й осипищами. При підніжжі хребта ростуть ялинові ліси, вище — криволісся з сосни гірської (жерепу). Є об'єктом туризму, хоча в деяких місцях переходи хребтом ускладнені. На хребті камінням викладені вказівники. Звичайного маркування майже не видно.
На хребет найпростіше піднятись з Манявського або з Бухтівецького водоспадів.

## Вершини хребта
- Скалки Передні (1322 м)
- Скалки Задні (1282 м)
- Валова (1257 м)
- Чортка (1224 м)
- Ріпна (1212 м) — віднога хребта
- Чорчин (1176 м)